# Хорошки (Новооржицька селищна громада)
Хоро́шки — село в Україні, у Новооржицькій селищній громаді Лубенського району Полтавської області. Населення становить 361 осіб. До 2019 року орган місцевого самоврядування — Черевківська сільська рада.

## Географія
Село Хорошки розташоване за 177 км від обласного центру та 33 км від районного центру, переважно на лівому березі річки Сліпорід, на якій зроблена велика загата, вище за течією розташоване село Черевки (1 км), нижче за течією — село Пулинці (2 км). Найближча залізнична станція Вили (за 17 км).

## Історія
За часів Гетьманщини Хорошки входили до 2-ї Лубенської сотні Лубенського полку. 
Зі скасуванням полково-сотенного устрою на Лівобережній Україні село перейшло до Лубенського повіту Київського намісництва.
У ХІХ столітті Хорошки перебували у складі Черевківської волості Лубенського повіту Полтавської губернії.
У 1946 році Хорошківська сільська рада входила до складу Лазірківського району Полтавської області.
Станом на 2012 рік село Хорошки, разом із селами Черевки, Заріччя, Сліпорід, підпорядковувалося Черевківській сільській раді Оржицького району.
27 червня 2019 року, 
в ході децентралізації, Черевківська сільська рада об'єднана з Новооржицькою селищною громадою.
12 червня 2020 року, відповідно до розпорядження Кабінету Міністрів України № 721-р «Про визначення адміністративних центрів та затвердження територій територіальних громад Полтавської області», село увійшло до складу Новооржицької селищної громади.
19 липня 2020 року, в результаті адміністративно - територіальної реформи та ліквідації Оржицького району, село увійшло до складу новоутвореного Лубенського району.

## Політика

### Парламентські вибори, 2019
На позачергових парламентських виборах 2019 року у селі функціонувала окрема виборча дільниця № 530684, розташована у приміщенні будинку культури.
Результати
- зареєстровано 186 виборців, явка 67,20%, найбільше голосів віддано за «Слугу народу» — 34,68%, за Радикальну партію Олега Ляшка — 29,84%, за Всеукраїнське об'єднання «Батьківщина» — 11,29%.[6] В одномандатному окрузі найбільше голосів отримав Ігор Лінчевський (самовисування) — 20,33%, за Анастасію Ляшенко (Слуга народу) — 17,07%, за Фахраддіна Мухтарова (самовисування) — 16,26%[7].

## Економіка
- Молочно-товарна ферма.

## Об'єкти соціальної сфери
- Будинок культури
- Бібліотека.
- Амбулаторія.

## Пам'ятки
- Меморіальний комплекс[d]: Братська могила воїнів. Пам'ятний знак полеглим воїнам-односельчанам;